# 大阪府立豊島高等学校
大阪府立豊島高等学校（おおさかふりつ てしまこうとうがっこう）は、大阪府豊中市北緑丘にある公立の高等学校。

## 概要
学校名は、かつてのこの地域の歴史的広域的な地名・豊島郡に由来する。
1975年に全日制普通科高等学校として創立した。2003年に普通科総合選択制に改編され、さらに2016年より普通科専門コース設置校へと改編された。
1年時は芸術の選択必修科目以外は全員が同じ科目を共通履修するが、2年以降では通常の普通科文系・理系のほか、スポーツコース、情報・芸術コース、インターナショナルコミュニケーションコース (ICC) の3つの専門コース、計5つの類型・コースから選択する。専門コースに所属した生徒はそれぞれの分野の専門科目について多くの授業時間が割り当てられる。
スポーツコースではスポーツ・体育科目を重点的に学習する。情報・芸術コースではさらに情報分野、造形分野、音楽分野に細分化され、情報科目、造形（美術・工芸）科目、音楽科目をそれぞれ重点的に学習する。インターナショナルコミュニケーションコースでは英語・国語・国際時事（日本史・世界史）科目を重点的に学習する。
学校敷地は、大阪府下の高等学校では3番目に広い。また、豊中市の北端に位置していることからも、通用門から伸びる通路は傍らに佇む溜め池を迂回するようにして箕面市船場西3丁目と接続している。
2008年には、映画『ラブファイト』のロケ地になっている。

## 沿革
1975年に開校し、2003年に普通科総合選択制に改編された。
普通科総合選択制の時代には、進路に合わせて多くの選択科目が用意され、生徒は1年次に共通履修科目を中心に学び、2年次より「人間文化」「理数科学」「マイスポーツ」「情報・表現」「英語総合」「生活科学」、2012年度から新設「総合アドバンス」の計7つのエリアから選択した。
2016年より普通科専門コース制となっている。

### 年表
- 1975年 - 全日制普通科高等学校として開校。
- 2003年 - 普通科総合選択制に改編。
- 2016年 - 普通科専門コース制に改編。

## アクセス
- 北大阪急行 箕面船場阪大前駅 徒歩約15分
- 大阪モノレール千里中央駅 徒歩約20分[4]
- 阪急バス「豊島高校前」停留所 徒歩約6分[4]

## 出身者
- 長船加奈 - 女子サッカー選手
- 丸岡正典 - 競艇選手
- 矢野ぺぺ - お笑いコンビパラシュート部隊メンバー。